# Thomas Herbert, 1:e baronet
Thomas Herbert, född 1606, död 1682, var en brittisk resenär och historiker. Han har framför allt blivit känd på grund av ett verk om sina resor i Persien 1627-1629.

### Modern utgåva
- Thomas Herbert: Travels in Persia 1627–1629, redigerad av William Foster, George Routledge and Sons, London 1928 (The Broadway Travellers)